# 唐津市立大志小学校
唐津市立大志小学校（からつしりつ たいししょうがっこう）は佐賀県唐津市西城内にある公立小学校。

## 概要
歴史
2004年（平成16年）に唐津市立大成小学校と唐津市立志道小学校の2校が統合されて開校。校舎と校地は旧・志道小学校のものを継承。なお、旧・大成小学校の校地は現在早稲田佐賀中学校・高等学校の第二グラウンド（唐津市富士見町12番1号）となっている。
校名の由来
旧2校の校名から1文字ずつとって（「大成」と「志道」）組み合わせたものとなっている。
校章
旧2校の校章を組み合わせ、菊花紋章と旧・唐津藩藩主、小笠原家の家紋「三階菱」を背景にして中央に校名の頭文字「大志」の文字（縦書き）を置いている。
校歌
作詞は末次由貴子、作曲は脇山智子による。歌詞は3番まであり、各番に校名の「大志校」が登場する。
通学区域
住所表記で「唐津市」の後に「坊主町、山下町、桜馬場、朝日町、江川町、元旗町、西旗町、富士見町、南富士見町、西浜町、菜畑（東菜畑）、東城内、西城内、南城内、北城内、大名小路、木綿町、本町、中町、京町、高砂町、呉服町、米屋町、紺屋町、八百屋町、刀町、新町、平野町、弓鷹町、西寺町、新興町」が続く地域）」が続く地域。
中学校区は唐津市立第一中学校。

## 沿革
前史
- 1958年（昭和33年）4月7日 - 児童数の増加と校舎の老朽化により、唐津市立唐津小学校が唐津市立大成小学校と唐津市立志道小学校の2校に分離。

正史
- 2004年（平成16年）4月1日 - 唐津市立大成小学校と唐津市立志道小学校の2校が統合され、「唐津市立大志小学校」となる。

## アクセス
最寄りの鉄道駅
- JR九州 唐津線 「唐津駅」

最寄りのバス停
- 昭和バス 「大手口（唐津バスセンター）」

最寄りの幹線道路
- 佐賀県道347号虹の松原線
- 佐賀県道23号唐津呼子線

## 周辺
- 唐津市立唐津幼稚園（2021年3月閉園）
- 唐津ルーテルこども園
- 唐津坊主町郵便局
- 唐津市役所
- 唐津市役所西ノ門館
- 唐津市民会館
- 曳山展示場（唐津くんち）
- 唐津神社

## 参考資料
- 「唐津市史」（1962年（昭和37年）8月, 唐津市史編纂員会）
- 「母校百年史 唐津小学校 志道小学校 大成小学校」（1976年（昭和51年）3月31日, 旧唐津小学校百周年記念事業実行委員会）

## 関連事項
- 佐賀県小学校一覧